# Macaranga longistipulata
Macaranga longistipulata là một loài thực vật có hoa trong họ Đại kích. Loài này được (Kurz ex Teijsm. & Binn.) Müll.Arg. mô tả khoa học đầu tiên năm 1866.